# 艾萨克·阿西莫夫
艾薩克·艾西莫夫（英語：Isaac Asimov，原名以撒·尤多维奇·阿济莫夫，1920年1月2日—1992年4月6日），生於苏俄的美籍猶太人作家與生物化學教授，門薩學會會員，他創作力豐沛，產量驚人，作品以科幻小說和科普叢書最為人稱道。美國科幻小說黃金時代的代表人物之一。
艾西莫夫一生創作和編輯過的書籍超過500冊，據估計他至少寫過9000封的信函和明信片，著作類別除了哲學類以外，幾乎涵蓋整個「杜威十進位圖書分類法」。艾西莫夫与羅伯特·海萊因、亞瑟·克拉克並列為科幻小說“三巨頭”。艾西莫夫的作品中，以「基地系列」最為人稱道，其它的主要著作還有「銀河帝國三部曲」和「機器人系列」。艾西莫夫筆下產出不少短篇小說，其中（Nightfall）曾獲美國科幻作家協會票選為1964年前的最佳短篇小說。他也寫推理小說和奇幻小說，以及大量的非文學類作品，並曾用筆名保羅·法蘭西（Paul French）為青少年撰寫科幻小說「幸運之星系列」。
艾西莫夫治學有方，他的科普著作多以史學手法闡述科學概念，儘可能細數從頭，理性分析科學脈絡。提及某個科學家時，也會一併附上詳細的背景資料，諸如國籍、出生日期和死亡日期，並以語源學和發音方式介紹科技名詞。這些特點在他的《智者的科學指南》、三大卷的《認識物理學》和《艾西莫夫的科學探索史綱》（Asimov's Chronology of Science and Discovery）裡處處可見。
艾西莫夫參與門薩學會多年，後來有點不甘願的被拱為副會長，他說這個學會的會員都「好逞能鬥智」，相較之下，他更樂意担任美國人文主義者協會的會長。小行星5020、《艾西莫夫科幻小說》雜誌和兩項艾西莫夫獎都是以他的名字命名。

## 生平小傳
阿西莫夫約莫是1920年1月2日出生於俄羅斯斯摩棱斯克州彼得羅維奇的猶太鄉鎮，父親猶大·阿西莫夫（Judah Asimov），母親安娜·瑞秋·柏曼·阿西莫夫（Anna Rachel Berman Asimov），是以磨坊為業的猶太家庭。家族姓氏源於單字「Azimy」，俄語的意思是「冬天磨穀」，字尾飾以曾曾祖父的名字，紀念他的辛勞。阿西莫夫在第一本自傳《In Memory Yet Green》裡解釋過自己姓氏的唸法：
有天我收到一張明信片，詢問我的姓氏到底該怎麼唸，據說事關一場豪賭。我常這麼說：「把三個很簡單的英文單字『has』『him』『of』放在一起，就成了『has-him-of』，先用正常的速度唸一遍，然後把兩個字首『h』拿掉再唸一次，不就是『Asimov』了嗎。」說真的，有那麼困難嗎。
艾西莫夫3歲隨父母移民美國，在紐約布魯克林長大，5歲自己學習認字，由於父母只使用意第緒語和英語溝通，所以他不會說俄語，但能講流利的意第緒語跟英語。他的父母承接了一家雜貨店，家裡人都要在店裡幫忙，他因此接觸到店裡賣的廉價科幻雜誌，一腳踏入科幻世界。艾西莫夫11歲下筆寫小說，19歲稿子就賣給了科幻雜誌社。
阿西莫夫未滿16歲便完成高中學業，1939年畢業於哥倫比亞大學，1948年回校取得生物化學博士學位。 離開校園的這段期間正逢二次世界大戰，他在費城海軍造船廠的大氣實驗室以平民身分工作三年。戰後加入美國陸軍，服役九個月就光榮退伍。從軍期間，他靠打字升到下士，僥倖躲過1946年在比基尼環礁的原子彈試爆。
阿西莫夫完成博士學業後，成為波士頓大學醫學院生化講師，從此跟波大建立起終生的關係。1955年昇任副教授。1958年他全心投入寫作後，就不再教書（他寫作所得遠比任教來得多），但仍爭取到保留副教授的頭銜。1979年大學為表揚他的寫作，晉昇他為生物化學教授。1965年，應大學莫加紀念圖書館館長霍華·戈特利布之請，阿西莫夫捐贈出他的私人文件。一共464箱，放滿71格的收藏架。
1942年7月26日，阿西莫夫與葛楚·布魯潔曼（Gertrude Blugerman）結婚，生有一子一女，1970年分居，1973年他和葛楚離婚，與珍妮特·傑普生結婚。
阿西莫夫有嗜幽癖，偏好狹小幽靜的地方。他在第三本自傳中回憶起，小時候總是想拿本雜誌躲進紐約地鐵的車站裡，在列車轟隆隆的聲響中，封閉自我，享受閱讀的樂趣。艾西莫夫怕坐飛機，一生中只坐過兩次飛機（一次是在海軍大氣實驗室工作的時候，另一次是1946年從歐胡島陸軍基地退伍回家）。他很少長途旅行，有部分原因是若要長途旅行就得坐飛機。他的幾部小說裡，都有懼飛症的陰影，像是溫達·厄斯的推理故事，和「機器人系列」的主要角色伊利亞·貝萊。他晚年喜歡遊輪旅行，有幾次還在航程中的娛樂乘客，像在伊莉莎白女王二號上講述科學。阿西莫夫的演講風格極富創意，幽默風趣，頗受歡迎，他在時間上的掌控精確非常，不抬頭看鐘，卻總能準時結束演說。
阿西莫夫中等身材，健壯結實，蓄山羊鬍，有著與眾不同的布魯克林意第緒口音。他缺乏運動細胞，不會游泳，也不會騎腳踏車，不過他搬到波士頓之後，倒是學會了開車。在他的幽默小品《Asimov Laughs Again》裡，形容在波士頓開車根本是「開進無政府車陣」。
阿西莫夫興趣廣泛，反應在晚年致力參與的大小團體上，他熱愛吉伯特與蘇利文的輕歌劇，加入推理作家雷克斯·史陶德筆下人物尼洛·伍爾夫的愛好團體伍爾夫協會，也是福爾摩斯愛好組織貝克街游擊隊的著名會員。從1985年到1992年逝世為止，艾西莫夫擔任美國人文協會會長，後來繼任的是作家朋友库尔特·冯内古特。他也是影集《星艦奇航記》之父吉恩·羅登貝瑞的摯交，在拍攝《星艦迷航記》電影版期間，給予不少有用的建議。
1992年4月6日，阿西莫夫離開他的第二任妻子珍妮特和第一次婚姻所生的子女，撒手人寰。他明確的死因是艾滋病毒感染併發症所引起的心腎衰竭。珍妮特·艾西莫夫在這本自傳的跋裡寫道，阿西莫夫想要「公開」，醫生說服他保持沈默，警告大眾對愛滋病的偏見會傷害到他的家人。阿西莫夫的家人想在他死後公開，卻適逢亞瑟·阿什公開得愛滋病之後爆發爭論，於是就打消了念頭。十年之後，阿西莫夫的醫生過世，珍妮特和家人才同意公開他的死因。

## 政治及宗教
艾西莫夫是人文主義和理性主義者。他不反對宗教信仰，但是曾經多次斥責迷信和偽科學可能導致劣幣驅逐良幣的後果。在他幼年時期，父母奉行東正教猶太傳統，不過比起在彼得羅維奇來得寬鬆，教條沒有強壓在艾西莫夫身上。也由於他的成長過程中沒有受到太多的宗教影響，長大後他認為聖經描繪的故事是希伯來神話，就如同伊利亞特是希臘神話一樣。艾西莫夫多年號稱無神論者，不過他自覺名不副實，解釋他只是不相信的比相信的多，之後他發現用「人文主義」來形容自己更為恰當。
在他最後的自傳裡，艾西莫夫說，「如果我不是無神論者，我會相信上帝寧可拯救生民百姓，而非當隻字片語中的典範。與其眷顧在電視上言必稱上帝卻口是心非的傳教士，祂會更喜愛坦誠直率的無神論者。」同一本自傳裡也說地獄是「胡說八道的虐待狂」亂跟慈悲的上帝攀關係。人類政府既然樂於減刑，艾西莫夫納悶，何不先從另一世的刑罰開始減起。他否定人類的信念或行為，會導致無盡的懲罰。如果有另一世的存在，他主張最恆久嚴酷的懲罰將保留給那些「詆毀上帝，捏造地獄」的人。在他的《Treasury of Humor》和《Asimov Laughs Again》作品裡，有不少笑話跟宗教有關，諸如猶太基督上帝、撒但、伊甸園和一些宗教話題，他表示一個笑話講得好，能有刺激理性討論的功用。
艾西莫夫在羅斯福新政期間成為美國民主黨的鐵桿支持者，從此成為政治自由主義者。1960年代，他挺身發言反對越戰，1970年代初期，他在電視訪談裡公開支持美國民主黨總統候選人喬治·麥戈文，他的對手是總統寶座衛冕者尼克森。1960年代末期，政治自由主義激進派不理性的運動路線，讓他感到難過。在自傳《In Joy Still Felt》中，他回憶起跟反文化人士艾比·霍夫曼的會面，對於這位1960年代反文化的情緒波動特別印象深刻。他認為到最後，他們將擱淺在「精神的無人之地」，為眾人遺棄。（這項看法啟發自杭特·湯普森著名的旅程《恐惧拉斯维加斯》）
艾西莫夫使用核能的主張，在三哩島核能電廠災變後，損及與某些自由主義同志的情誼。一封轉載在《Yours, Isaac Asimov》的信裡，他解釋，儘管比起與核子反應爐為鄰，自己更喜歡居住在「沒有危險的安全之地」，但是與其住在貧民窟，他寧可有核能發電廠作伴。看是要選擇愛河（早年美國一個墊基於廢棄物棄置場上所發展的社區，造成居民健康上的嚴重問題，現已被迫撤離）還是要「美國聯合碳化物植物生產的異氰酸甲酯」（請參照印度博帕爾氰化物洩漏事件）。
艾西莫夫多次呼籲進行人口控制，他的觀點是從托馬斯·馬爾薩斯到保羅·艾瑞希一脈相承。艾西莫夫表示自己男女平等的主張，早於婦女解放運動，他開玩笑的說，他希望女性解放是「因為我討厭被她們收錢」。他認真爭論過婦女權跟人口控制有密切的關聯。除此之外，他認為同性戀在人口中必須賦予「道德上的合法性」，應視同彼此知情同意但非繁殖後代的成人性行為。

## 寫作生涯

### 生涯總覽
艾西莫夫的寫作生涯可以分成幾個時期，早期作品主要是科幻題材，1939年開始寫短篇小說，1950年撰寫長篇科幻小說，這個時期直到1958年，《裸陽》出版為止。他在1952年開始出版非文學類作品，幫忙編輯大學教課書《生物化學與人體新陳代謝》（Biochemistry and Human Metabolism）。蘇聯在1957年發射第一顆短軌人造衛星史潑尼克一號後，他的非文學類著作，尤其是科普作品顯著增加，結果影響到科幻小說的產出，之後的四分之一世紀，他只寫了四本科幻小說。1982年，他另一半科幻時期隨著《基地邊緣》的出版而展開。此後直到他過世，艾西莫夫為以前的小說作品補充了數部續集和前傳，將各個系列作品合歸一統，構成一部他前所未料的宏觀系列。
艾西莫夫認為自己歷久彌新的貢獻是「機器人學三大法則」和「基地系列」。（見於《Yours, Isaac Asimov》）《牛津英語詞典》認為「正子學」（完全虛構的科技）、「心理史學」（艾西莫夫頻繁使用的虛構名詞，與原字義相異）和「機器人學」這幾個名詞首創於他的科幻小說。「機器人學」無疑是艾西莫夫原創的新字，當時他覺得那不過是順手拈來的機械學正常同源詞，就像水力學一樣。（原字「機器人」源自捷克語的「Robotovat」和「Robota」，意指「苦工」，首見劇作家卡雷爾·恰佩克用於《R.U.R.羅梭的萬能工人》）與「心理史學」不同的是，「機器人學」以艾西莫夫的原始定義，繼續在主流科技中開枝散葉。美國電視劇《銀河飛龍》裡的機器人百科和知識能裝置「正子腦」，得歸功於艾西莫夫創造這項虛構的科技。

### 科幻小說
艾西莫夫在1939年開始投稿科幻雜誌，第一篇被刊登出來的稿子是在18歲寫的《Marooned Off Vesta》。兩年半後，他發表第32篇短篇小說《夜歸》，被譽為「最優秀的科幻小說」之一。1968年，美國科幻作家協會票選《夜歸》為「史上最佳科幻短篇小說」。他在短篇集《Nightfall and Other Stories》裡寫道，「《夜歸》是我寫作生涯的分水嶺…科幻小說界忽然認知我的存在，對我認真看待。年復一年，事實如此明顯，我寫出了一部『經典』。」
《夜歸》是一部典型的社會科幻小說，艾西莫夫用來形容這是1940年代的科幻小說新趨向，由包括艾西莫夫和海萊因在內的作家領軍，題材拋開機器和太空劇場，轉而對人類環境進行深思。
他在1942年動筆寫出「基地系列」（後來這些短篇小說集結成「基地三部曲」：《基地》、《基地與帝國》和《第二基地》），講述在未來宇宙中，一個浩瀚無垠的星際帝國，其衰頹與重生。「基地系列」跟「機器人系列」是他的科幻小說代表作。多年之後，他繼續以《基地邊緣》和《基地與地球》發展架構，並且用《基地前奏》和《基地締造者》回顧原始三部曲之前的故事。這個系列的特色是他虛構了一門自然科學，當人口數量達到一定規模後，歷史方向就能進行預測，艾西莫夫稱之為「心理史學」。
同一時期，他還寫了「機器人系列」的短篇作品，大多都收錄在《我，機器人》。作品裡發表了一套機器人倫理法則（見「機器人學三大法則」）和智能電腦，大大影響其他作家和思想家處理此一議題時的看法。其中一篇故事，後來改編成羅賓·威廉斯主演的電影《變人》。
2004年由威爾·史密斯主演的《機械公敵》實則改編自傑夫·溫塔的劇本《Hardwired》，隨後取得授權，再結合艾西莫夫的概念，才冠上《我，機器人》的小說頭銜。這部電影跟哈蘭·艾利森的劇本《I, Robot》無關，他曾和艾西莫夫合作，以創作捕捉到原作精神的劇本。引述艾西莫夫說過的話，艾利森的電影劇本將是「史上第一部真正成人導向，錯綜複雜，最值得觀賞的科幻電影」。1994年劇本出版成書，拍成電影的希望也隨之變得渺茫。
除了電影以外，「基地系列」和「機器人系列」也啟發許多知名作家，寫出相關的科幻衍生作品，諸如羅傑·麥克布萊·艾倫、葛瑞格·貝爾、傑格瑞·班福德和大衛·布林。艾西莫夫的遺孀珍妮特·艾西莫夫不僅同意這類作品的出版，她經常還是扮演主動要求其他作家協作續篇的角色。
1948年，他寫了一篇惡搞的科學報告《昇華產物硫羥肟酸有機胺的內涵時間特性》，當其時，艾西莫夫正在準備博士論文，他怕引起審查委員會的反感，遂要求編輯讓他用筆名發表，結果出版時他的大名沒有拿掉。不久就開始口試，他對自己備受注意感到忐忑不安。最後，一位口試委員轉向他，面帶微笑的說：「艾西莫夫先生，能解說一下化合物硫羥肟酸有機胺的熱力特性嗎？」半小時後，他被叫回審查室，拿到博士學位。
1950年代，他持續為科幻雜誌寫短篇小說，他稱這個時期是自己的「黃金十年」。這些作品被收錄在《The Best of Isaac Asimov》，其中包括討論逆轉熵的《最後的問題》，是他個人最滿意的短篇小說，與《夜歸》互競高下。艾西莫夫在1973年寫道：
為什麼我最滿意這篇故事？首先，寫這篇小說時我靈感充沛，下筆神速，不改一字，這是所有作家都心花怒放的狀態。
再則，這篇小說對我的讀者有著不可思議的影響。經常有人寫信問我，有個故事他們忘了叫什麼，只記得是我寫的，他們簡述完大綱後，這個故事一定是《最後的問題》。甚至我最近接到一通長途電話，一位極端絕望的先生說：「艾西莫夫教授，有個故事我想是你寫的，可是我忘了叫啥──」還沒講完我就打斷他的話，直接告訴他是《最後的問題》，之後我描述一下劇情，證明這就是他想要的答案，然後樂得讓他以為我有千里讀心的特異功能。
1974年12月，前成員保罗·麦卡特尼與艾西莫夫聯絡，想請他幫忙一部科幻音樂劇的電影劇本。麥卡尼帶來一份模糊的劇情概念，和小部分對白。他想做一部外星人假扮模仿地球搖滾樂團的電影。扮演搖滾樂團和外星人的應該是麥卡尼正達事業高峰的羽翼合唱團。雖然艾西莫夫對搖滾音樂算不上愛好，但是這個計劃讓他深感興趣，很快的，他就勾勒出一個故事大綱，再根據麥卡尼的原始概念，創作出一個精彩動人的故事。不過他沒用上麥卡尼的對白，最後麥卡尼打了回票。這份劇本現存波士頓大學圖書館。
1977年起，他把名字借給《以撒·艾西莫夫科幻小說》雜誌使用（即現在的《艾西莫夫科幻小說》雜誌），並為雜誌書寫評論。除此之外，還有一份曇花一現的《艾西莫夫科幻冒險雜誌》（Asimov's SF Adventure Magazine），和以雜誌型式重印的《艾西莫夫科幻雜誌選訂集》（Asimov's Science Fiction Anthology，同一手法也用在《艾勒里·昆恩推理雜誌》和《艾弗列·希區考克推理雜誌》的選訂集上）。

### 科普著作
1950年代末到1960年代，艾西莫夫轉移寫作重心，小說作品大為減少（從1957年的《裸陽》到1982年的《基地邊緣》之間，他只出版了四部小說，其中有兩部是推理小說），同時增加非文學類作品，寫的大多是科普著作。1957年蘇聯發射史潑尼克衛星，使得社會大眾關注起「科學缺口」，出版商對填補「缺口」的熱切之情，到了艾西莫夫寫多少就出多少的地步。
同一時間，月刊《奇幻與科幻雜誌》邀請他在隔月別刊《冒險科幻小說》雜誌上連載非文學類專欄，表面上雖是科普專欄，但其實艾西莫夫擁有完全的編輯自由。第一個《小說與科幻》（F&SF）專欄始於1958年11月，此後不間斷的連載了399期，直到艾西莫夫病入膏盲。艾西莫夫的主要合作對象雙日出版社定期把專欄文章收集成冊，將艾西莫夫捧成科學的「大說明家」，他解釋說，他寫的只是科普文章，他不會假定讀者是科學門外漢。他第一部暢銷推薦作《智者的科學指南》（The Intelligent Man's Guide to Science），使他卸下大學教職，全心投入寫作。
艾西莫夫的寫作範圍涵蓋全方面領域，有次库尔特·冯内古特不禁問他，「無所不知是什麼感覺？」艾西莫夫回答說，他只知道肩負全知之名是什麼樣的感覺──「提心吊膽」。（見於《In Joy Still Felt》）托馬斯·品欽在他短篇集《Slow Learner》的序裡公開承認，他全倚仗艾西莫夫的科普叢書介紹（和牛津英語詞典）才瞭解什麼是熵。
艾西莫夫和克拉克互敬互重的友誼一度傳為美名，稱之為「艾西莫夫與克拉克的公園大道之約」，有天他們同乘計程車前往紐約公園大道，在車上艾西莫夫堅持稱克拉克是「世上最優秀的科幻作家」（他個人則謙居第二），克拉克則堅持稱艾西莫夫為「世上最優秀的科學作家」（他個人也謙居第二）。於是在克拉克的《Report on Planet Three》獻詞頁，有詞記之曰：「用克拉克與艾西莫夫之約的說法，科學作家亞軍謹將這本書獻給科幻作家亞軍。」

### 其它類型
除科學之外，艾西莫夫也熱愛歷史。1960年代起，他寫了14本大眾歷史作品，著名的有《希臘人大冒險》（The Greeks: A Great Adventure）、《羅馬共和國》（The Roman Republic）、《羅馬帝國》（The Roman Empire）、《埃及人》（The Egyptians）和《近東世界：千年歷史》（The Near East: 10,000 Years of History）。
他出版過兩卷《艾西莫夫聖經指南》，1967年介紹舊約，1969年介紹新約，1981年合訂為一冊，總頁數達1300頁。這部指南用豐富詳盡的地圖與表格，將聖經從頭到底作鉅細靡遺的介紹，說明每一則歷史事件，解釋政治影響，並對各個重要人物作記傳體的詳述。
即使將近日落西山，艾西莫夫也從不缺少風趣幽默，他出版過一系列的打油詩集，大多是親筆作，第一本打油詩集是1975年出版的《Lecherous Limericks》。《Limericks: Too Gross》在標題上顯示他對雙關語的熱愛，書中包括艾西莫夫的144則打油詩，另一半則是由約翰·查爾迪所作。他甚至寫了一本小本的福爾摩斯打油詩集（還在幫書迷簽名時，即興用她的名字作韻腳寫了一首打油詩）。艾西莫夫在意第緒語上的幽默力作是《阿撒瀉勒》，書中有兩個猶太人，在三餐時閒談朋友八卦。艾西莫夫的《Treasury of Humor》則是一本笑話集，他在書中也談到自己的幽默理論。艾西莫夫說，幽默必不可缺的元素，就是要冷不防變換觀點，把焦點忽然由重轉輕，從大轉小，始能令人發噱。
特別在晚年，艾西莫夫某種程度上有一種「好色紳仕」的形象。在1971年，為嚮應大眾兩性指南書的出版，像是《The Sensuous Woman》和《The Sensuous Man》，艾西莫夫以筆名「A 教授」出版《The Sensuous Dirty Old Man》，不過他的全名則大咧咧的印在封面上。
艾西莫夫出版過兩本自傳《In Memory Yet Green》和《In Joy Still Felt》，第三本自傳《I. Asimov: A Memoir》出版於1994年4月，在他死後十年，他的遺孀珍妮特·艾西莫夫寫了一篇跋。最後一本自傳《It's Been a Good Life》，由珍妮特擔任編輯，是三本自傳的濃縮版。
艾西莫夫和《星艦奇航記》之父吉恩·羅登貝瑞，在1960年代《星艦奇航記》開播時，發展出一段特殊的關係。艾西莫夫在《電視指南》雜誌（TV Guide）上寫過一篇批評《星艦奇航記》科學正確性的文章，羅登貝瑞寫了一封私人信，恭敬地回應說，要在一個每週播出的帶狀節目上要求事事正確是有困難的。艾西莫夫後來改口，說儘管《星艦奇航記》在科學上有問題，但是無損於它是一部概念新穎，有內容的科幻電視劇。兩人就此交上朋友，後來艾西莫夫甚至為部分《星艦奇航記》系列影集擔任顧問。

### 作品特色
艾西莫夫許多的小說，都有著濃厚的溫和專制主義。他的第一篇機器人短篇小說《小機》談的是一個機器人褓姆。在《蘭尼》的故事裡，談到機器人心理學家蘇珊·凱文對一個只有三歲智能的正子腦機器人產生母愛。慢慢的，機器人越來越老於世故，它們的介入也變得廣泛而微妙。在《證據》裡，機器人偽裝成人類，成功贏得選舉。《可避免的衝突》中，機器人在幕後以人道主義，扮演起全人類的褓姆。
其後，在《曙光中的機器人》和《機器人與帝國》中，機器人發展出「機器人第零法則」：「機器人不得傷害人類整體，或袖手旁觀坐視人類整體受到傷害。」他使得機器人的存在對人類的自由主權造成壓迫，因此最好的解決方法就是讓機器人分階段逐步撤出人類的世界。無巧不成書，同樣的問題與解決方案，也在一本非機器人系列的時間旅行小說《永恆的終結》裡出現。「第零法則」的重要性在於地位凌駕其它三大法則，如若有個機器人為保護人類整體（維護第零法則），必須殺害一個人或一群人（抵觸第一法則），機器人的正子程式為了人類整體著想就會同意謀殺罪行。
在「基地系列」中（起初並沒有機器人），一位科學家通过演算推测得到了旧帝国覆灭不可避免，因而开始執行了一項半機密的計劃，准备用相对较短的千年的時間建立起新的稳定的銀河帝國。故事裡有一個精神守護者，稱作《第二基地》，負責保護和纠正計劃順利完成。艾西莫夫在1950年代中場休息時，第二基地還是人類保護者，1980年代他重拾科幻筆桿，就把溫和專制主義發揮得更淋漓盡致。其计划主要是通过科技、宗教、贸易、稳定等各阶段手段来达到影响其他地区形成稳定政权，当其中遇到了计划外的事件——一个心灵变异者，通过心灵能力控制第一基地的人员，其最终被克服。然而在计划中，第二基地作为计划监控者，是暗藏在背后，所以当第二基地被暴露后会导致第一基地不能按预定计划完全自主进行发展，产生了依赖心理。所以最终第二基地通过假象被第一基地完全毁灭而逐渐回复到暗中监控的情况。
蓋婭行星在《基地邊緣》登場，顯然是基於蓋亞假說。蓋婭行星所有動植物跟礦石，都分享著一個整體意識，構成一個超級心靈，合力為大我奉獻。在《基地與地球》裡，主角開始搜尋地球，想找出他在《基地邊緣》選擇蓋婭星系的原因。艾西莫夫企圖藉由蓋婭行星，探索集體意識的可能性。在《復仇女神》裡他更進一步，讓艾利斯羅行星上的原核生物擁有自我意識，並且試圖與人類交流。
艾西莫夫從《基地與地球》開始，將機器人帶進「基地系列」，他在最後兩部小說《基地前奏》和《基地締造者》鉅細靡遺探討了它們的行為。機器人被描寫成暗地裡為人類福址努力的行動者。
另一個常見的特色，大概就是溫和專制主義的相反面，社會壓迫。在《星空暗流》中有顆生長特殊植物纖維的行星，行星上的農工都被鄰近行星的貴族們所剝削。《繁星若塵》裡的英雄則協助一顆行星對抗傲慢自大的行星帝國太暴人。
通常受壓迫的對象不是地球人（對抗其它行星的殖民者）就是機器人。《雙百人》裡機器人力抗偏見想變成人類。在《鋼穴》裡，地球人怨恨富有的「外世界人」和他們對待機器人（由外世界人所組裝）的態度，認為他們有如指鹿為馬，把機器人當「小男孩」看待。《蒼穹一粟》裡也有類似的情形，銀河帝國統治地球，戲稱地球人為「地球仔」，而地球則成了一個神權獨裁世界，強迫每個人只能活到60歲就得接受安樂死，書中主角貝爾·艾伐丹是上流階層的銀河考古學家，力圖克服自己的偏見。而另一位主角是62歲的約瑟夫·史瓦茲，來自20世紀，從受迫害的歐洲逃難到美國（他可能是猶太人吧），意外被傳送到艾伐丹的時代。他必須決定是否要幫助這個想要他命的弱勢社會。
艾西莫夫的作品還有一個特色，那就是理性邏輯。他在小說《鋼穴》和《Asimov's Mysteries》裡，發明了科幻推理風格，他通常都會遵守「公平遊戲」的遊戲規則，先在故事中詳盡介紹所有跟答案有關的科學或技術。後來他也寫非科幻類的推理小說，包括《Murder at the ABA》和《The Black Widowers》和《Union Club》短篇選集，公平公開，從不造次。在他的小說裡，重要事件通常都是辯論戲，比較理性、人道（或具說服力）的一方就是贏家。

## 外界評論
艾西莫夫的寫作風格，普遍印象之一是樸實無華。1980年，科幻學者詹姆斯·甘恩這麼評論《我，機器人》：
除了這兩篇短篇小說，《騙子》和《證據》，不是角色主導的故事，所有情節發展差不多都藉由對話，帶點動作，沒有什麼鄉土色彩或之類的特色，對白（至多是）實用，風格（至多是）直接…機器人的短篇小說，實際上幾乎所有艾西莫夫的小說，角色都是在一幕樸實無華的舞台上演出。
甘恩注意到，艾西莫夫會隨情節需求而升溫劇情，像是《騙子》的劇情高潮。他也常在故事裡安排角色鮮明的人物在關鍵處發生作用，比如《騙子》和《證據》裡的蘇珊·凱文，《第二基地》的艾卡蒂·達瑞爾，《鋼穴》裡的伊利亞·貝萊和《基地前奏》裡的哈里·謝頓。
艾西莫夫曾被批評，他的科幻小說裡缺少性愛場面和外星人角色。艾西莫夫解釋，早年他曾經寫過一篇外星人的科幻短篇，結果被《驚奇科幻小說》雜誌的總編約翰·坎貝爾給退了件，說他把外星人寫得比人類還好。於是他決定，與其把外星人寫成笨蛋，那還不如不寫。不過後來的《諸神自身》他也從善如流，裡頭不只有外星人，有性愛場面，還有外星人的性愛場面。艾西莫夫說，自己所有的作品中，他最以《諸神自身》的中段部分為榮。
榮獲雨果獎最佳中篇小說的合輯《金》裡，艾西莫夫把自己寫進故事，描述一位作家想把自己的作品（《諸神自身》）改編成「電腦劇」（一種虛擬實境的電腦動畫）。「電腦劇」的導演批評小說裡的艾西莫夫，說他的作品毫無視覺效果可言，難以改編。作家則反駁說他靠的是創意跟對白，不是風花雪月的形容詞。
其他人則批評，他早期作品中缺少有力的女性角色。他在自傳裡承認這點，回答當時的自己力有未逮。在後期的作品裡，女性角色出現得較為頻繁，不過本質上，風格以早期科幻短篇的平實直鋪面對廣大的讀者群。例如1985年8月25日華盛頓郵報的「世界叢書」專欄裡是這樣介紹《機器人與帝國》：
1940年的時候，艾西莫夫筆下的人類是1940年代的美國男性約化典型，現在還是沒變；他的機器人是錫罐改裝、會唸台詞的史都貝克老爺車，現在還是沒變；機器人童話越來越不切實際，人工智慧只有會不會動的差別，到現在還是沒變。因為艾西莫夫的宇宙是許久以前的產物，因為作者討厭混亂曖昧，所以沒有舉足輕重的電腦，沒有錯綜複雜的社會，沒有基因工程，外星人，生態建築，多重宇宙，複製人，罪惡或性愛。他筆下的英雄（這裡指的是機·丹尼爾·奧利瓦，在《鋼穴》首次登場的機器人主角），資訊不管有無處理，對它來說都毫無壓力，就跟今日的我們一樣舉重若輕。他筆下的產物，不為未來催勢所壓迫，因為這片宇宙如此深刻有序。
這篇評論可能有點過頭了，好比說，《裸陽》就從社會核心著手，描繪基層大眾把基因工程當成優生學來使，呈現給讀者完全不同的生態建築觀，在那裡，人工環境僅為個人服務，而這位英雄還是來自一個有「正常」生態建築的地球。同時，社會領導人的目標是完全的人工生殖（沒有指明是否運用），性需求驅策書中的女主角（儘管表面上罩著1950年代的感情觀），整個故事把焦點放在矯枉過正的結果，導致波紋不興的死水。
無論如何，認為艾西莫夫的作品太過時的批評在所多有。更準確地說，艾西莫夫所構想的未來科技，只適用在1940年代到1950年代。比如說，在他的作品中，未來世界厲害的機器人和電腦竟然仍在使用打孔卡或打孔帶，工程師還在拿計算尺。《基地與帝國》的一個場景裡，有個角色從自動販報機買報紙看新聞。
此外，他的故事偶而會發生內部矛盾，「基地系列」裡的名字和日期有時還不相吻合。有些這類的錯誤，還可以推給角色承擔，反正艾西莫夫筆下的角色很少清楚明白自己的處境。另外一種矛盾，則歸咎於艾西莫夫動筆寫「基地系列」後，曾經中斷許多年，才回來將劇情發展下去。有時候，科學知識的進步，迫使他不得不回頭修正自己的虛構時空。
除了甘恩和派卓奇的書以外，就鮮少有對艾西莫夫的「文學」評論（尤其他著作等身，在比例原則下顯得有點不尋常）。考特和韋默在《文學傳記字典》裡提出一種可能性：
他的文字並不容易作傳統的文學評論，因為他習慣將小說重點放在劇情，明白直接地告訴讀者，故事的來龍去脈。事實上，艾西莫夫作品裡大部分的對白（特別是「基地三部曲」）多用於說明事情。有清楚明白表達意涵的故事，無需再多作說明，所以對學者來說是最難評論的對象。
公平起見，甘恩和派卓奇以各自的立場研究艾西莫夫平樸直敘的風格。在甘恩1982年的著作裡，對每一本艾西莫夫出版的小說都作了大量的深度評註。他沒有讚揚艾西莫夫所有的小說（派卓奇也沒有），不過他將《鋼穴》裡的某些橋段稱之為「普魯斯特的追憶」。討論到小說描寫夜幕低垂的未來紐約城時，甘恩說艾西莫夫的文筆「在文學界能抬頭挺胸」。
艾西莫夫以樸實無華的風格為榮（他曾說是受克里佛特·西麥影響），但是他也樂於賦予長篇小說錯落有致的敘事結構，不按年代順序，插敘安排章節。有些讀者對此表達不滿，抱怨非線性的敘事結構讓故事不清不楚，容易引起無謂的困擾。派卓奇發現錯綜複雜和交叉倒敘的敘事結構，的確對《星空暗流》造成嚴重的傷害，以致於只有艾西莫夫的鐵桿書迷才會欣賞這部小說。艾西莫夫扭曲敘事線的傾向，最明顯的例子就是晚期的《復仇女神》，在這部小說裡，有一群角色活在「現在」，另一群處在「過去」，故事從15年前開始，劇情再逐步往「現在」發展。
2002年，位於美國北卡羅來納州的東卡羅來納大學的英文教授唐諾·帕倫坡出版《Chaos Theory, Asimov's Foundations and Robots, and Herbert's Dune: The Fractal Aesthetic of Epic Science Fiction》一書。在書中一篇評論裡，將艾西莫夫的敘事結構跟科學碎形和混沌概念兩相對照。帕倫坡發現基地和機器人大系深具魅力，是由於作者的安排錯落有致，暗中符合罕見的對稱與遞歸結構，為敏銳的心靈所捕捉。這部著作還收錄幾篇迄今對艾西莫夫最具學術性的深度評論。
約翰·詹金斯（John Jenkins）重新審視艾西莫夫大部分的著作後認為：
曾經有人指出，1950年代之後，大部分的科幻小說都受艾西莫夫影響，不是以他的風格為典範，就是避之惟恐不及。

## 獲獎紀錄
- 1957年　艾迪生基金獎，《Building Blocks of the Universe》
- 1960年　美國心臟協會的布雷克利斯獎，《The Living River》
- 1962年　波士頓大學的出版價值獎
- 1963年　雨果特別獎，《Adding science to science fiction》，刊登在《奇幻與科幻小說雜誌》的專欄評論
- 1965年　美國化學公會的葛蘭帝獎
- 1966年　雨果獎，歷年最佳系列小說，「基地系列」
- 1967年　西屋科學著作獎
- 1973年　雨果獎，最佳長篇小說，《諸神自身》（The Gods Themselves）
- 1973年　星雲獎，最佳長篇小說，《諸神自身》
- 1977年　雨果獎，最佳中篇小說，《雙百人》
- 1977年　星雲獎，最佳中篇小說，《雙百人》
- 1981年　小行星「5020 Asimov」取自其名
- 1983年　雨果獎，最佳長篇小說，《基地邊緣》
- 1987年　星雲大師獎，此乃終身成就獎
- 1992年　雨果獎，最佳中篇小說，《Gold》
- 1995年　雨果獎，最佳非小說類，《I. Asimov: A Memoir》
- 1997年　死後入祀「科幻與奇幻名人堂」
- 榮獲多間大學共14項榮譽博士學位

## 作品略表
艾西莫夫號稱一生著書五百冊（實際上並沒有達到這個數字，他一共寫過463本書，要把寫過編過的書都算進去，才有509冊），寫遍「杜威十進位圖書分類法」，作品數量龐大，因此下面只列出他最具代表性的科幻作品。

### 大基地系列
本來「銀河帝國三部曲」系列是獨立的故事，「機器人系列」也跟「基地系列」沒什麼關聯，到了艾西莫夫晚年，他將三大系列的宇宙歷史觀溶進「基地系列」，於是便誕生整個「大基地系列」。
機器人系列：
- 1954年　《鋼穴》，伊利亞·貝萊的第一部科幻推理小說
- 1957年　《裸陽》，伊利亞·貝萊的第二部科幻推理小說
- 1983年　《曙光中的機器人》，伊利亞·貝萊的第三部科幻推理小說
- 1985年　《機器人與帝國》，「伊利亞·貝萊三部曲」續集
- 1993年　《正子人》，和羅伯特·席維伯格合作，改編自早期短篇《雙百人》

銀河帝國三部曲系列：
- 1950年　《蒼穹一粟》（Pebble in the Sky），銀河帝國第三部，最早出版但是故事年代最晚
- 1951年　《繁星若塵》，銀河帝國第一部
- 1952年　《星空暗流》，銀河帝國第二部

基地系列：
基地三部曲
- 1951年　《基地》（Foundation）
- 1952年　《基地與帝國》(Foundation and Empire）
- 1953年　《第二基地》(Second Foundation)

基地後傳
- 1982年　《基地邊緣》(Foundation's Edge)
- 1986年　《基地與地球》(Foundation and Earth)

基地前傳
- 1988年　《基地前奏》(Prelude to Foundation)
- 1993年　《基地締造者》(Forward the Foundation)

### 非系列小說
下面所列雖然都非屬任何系列的獨立之作，但是部分作品跟「大基地系列」還是有著若有似無的關係。
- 1955年　《永恆的終結》（The End of Eternity）
- 1966年　《聯合縮小軍》（Fantastic Voyage），電影改編小說，講述科學家在人體裡面探險的故事
- 1972年　《神們自己》（The Gods Themselves）
- 1987年　《聯合縮小軍續集：腦內大進擊》（Fantastic Voyage II : Destination Brain），跟上集題材相仿的獨立之作
- 1989年　《復仇女神》（Nemesis）
- 1990年　（Nightfall），和羅伯特·西爾柏格合作，改編自1941年艾西莫夫的英文同名短篇。
- 1992年　《醜小孩》和羅伯特·西爾柏格合作，改編自早期短篇小說

### 短篇小說類
詳細資料請見艾西莫夫短篇小說一覽。
- 1950年　《我，機器人》（I, Robot），收錄艾氏最早的機器人短篇小說，一般來說不列於「機器人系列」
- 1955年　《The Martian Way and Other Stories》
- 1957年　《Earth Is Room Enough》
- 1959年　《九個明天》
- 1964年　《The Rest of the Robots》
- 1967年　《Through a Glass, Clearly》
- 1968年　《Asimov's Mysteries》
- 1969年　《Nightfall and Other Stories》
- 1972年　《The Early Asimov》
- 1973年　《The Best of Isaac Asimov》
- 1974年　《Tales of the Black Widowers》
- 1975年　《Buy Jupiter and Other Stories》
- 1976年　《The Bicentennial Man and Other Stories》
- 1976年　《More Tales of the Black Widowers》
- 1980年　《Casebook of the Black Widowers》
- 1980年　《Banquets of the Black Widowers》
- 1980年　《The Union Club Mysteries》
- 1982年　《The Complete Robot》
- 1983年　《The Winds of Change and Other Stories》
- 1986年　《The Alternate Asimovs》
- 1986年　《The Best Science Fiction of Isaac Asimov》
- 1986年　《Robot Dreams》
- 1988年　《Azazel》
- 1990年　《Gold》
- 1990年　《Robot Visions》
- 1995年　《Magic》

## 外部連結
- Asimov Online （页面存档备份，存于）, a vast repository of information about Asimov, maintained by Asimov enthusiast Edward Seiler
- Jenkins' Spoiler-Laden Guide to Isaac Asimov （页面存档备份，存于）, reviews of all of Asimov's books
- Annotated Bibliography of Asimov's work （页面存档备份，存于） by Asimov enthusiast Steven Cooper
- Isaac Asimov在互联网电影资料库（IMDb）上的資料（英文）
- 網路推理小說資料庫上的艾萨克·阿西莫夫
- Isaac Asimov at the Internet Book List
- 开放图书馆中艾萨克·阿西莫夫的著作
- Guardian Books "Author Page" （页面存档备份，存于）, with profile and links to further articles.
- Frederik Pohl on Asimov
- Isaac Asimov Memorial Debates （页面存档备份，存于）, with videos, at the Hayden Planetarium
- Information about Asimov's ancestors （页面存档备份，存于） at byrnefamily.net (retrieved February 24, 2019)